# パラーウ
パラーウ（イタリア語: Palau）は、イタリア共和国サルデーニャ自治州サッサリ県にある、人口約4,200人の基礎自治体（コムーネ）。
マッダレーナ諸島に向かうための港がある。

## 地理

### 位置・広がり

#### 隣接コムーネ
隣接するコムーネは以下の通り。
- アルツァケーナ
- サンタ・テレーザ・ガッルーラ
- テンピオ・パウザーニア

## 行政

### 分離集落
パラーウには、以下の分離集落（フラツィオーネ）がある。
- Altura, Barrabisa, Capannaccia, Capo d'Orso, Costa Serena, L'Isuledda, Le Saline, Liscia Culumba, Petralana, Porto Pollo, Porto Rafael, Pulcheddu, Punta Sardegna

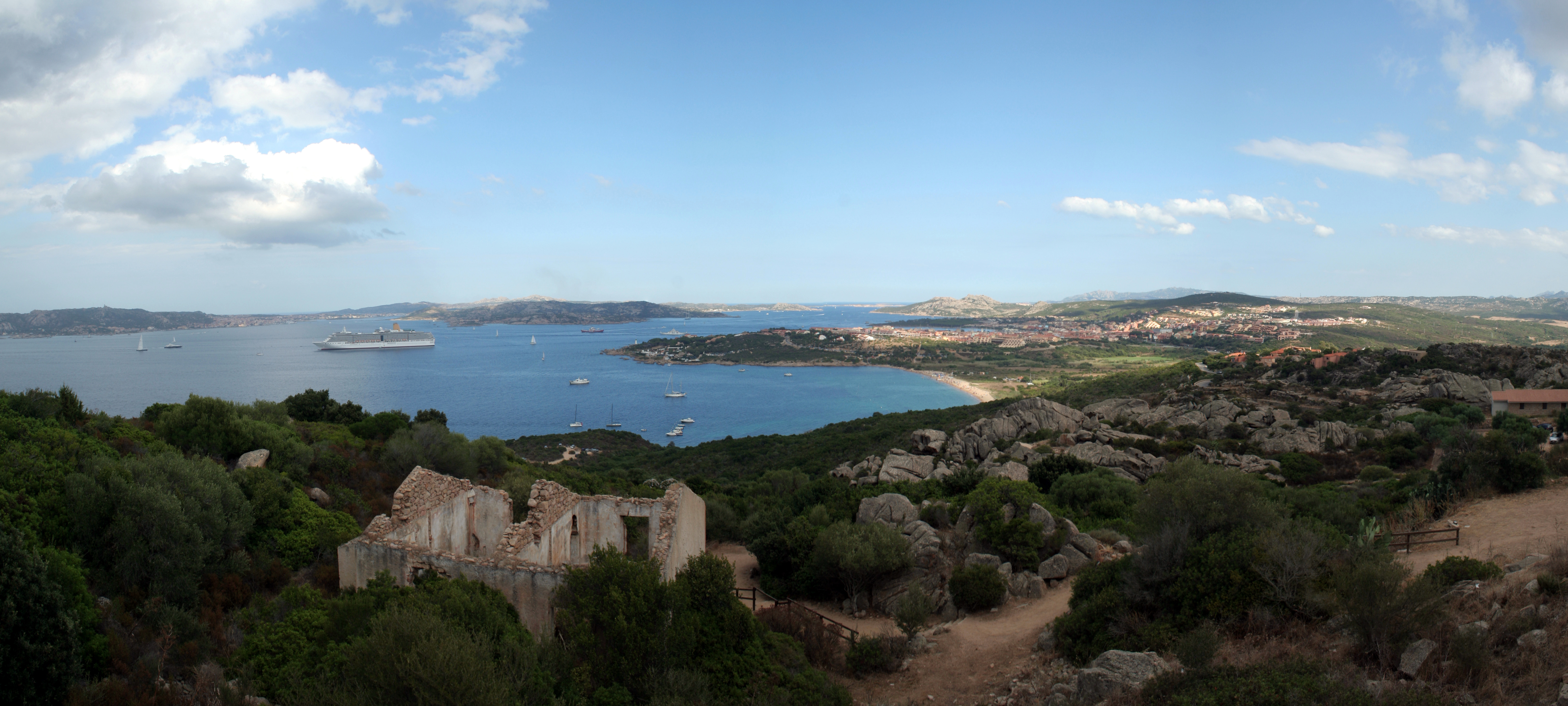
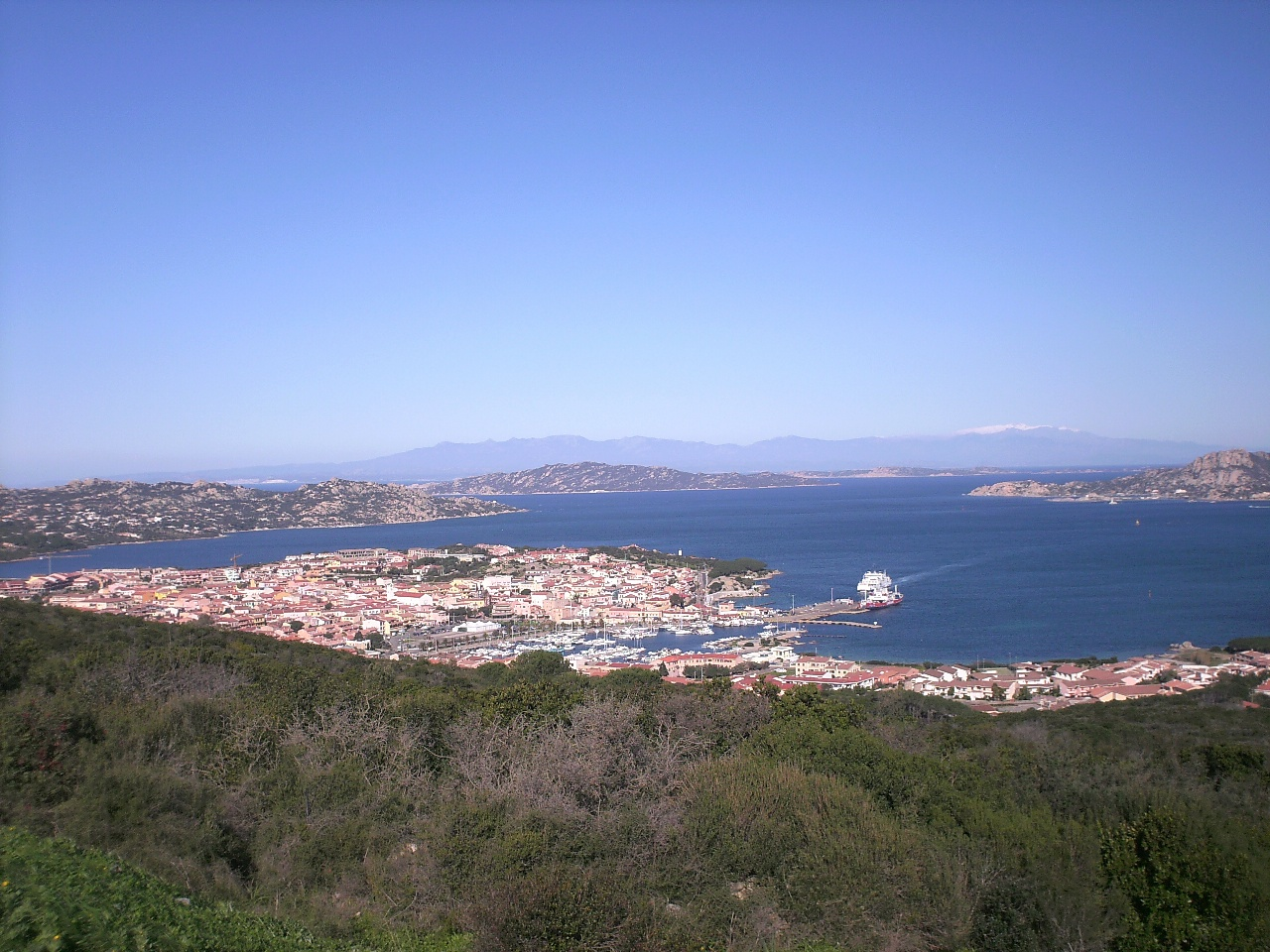
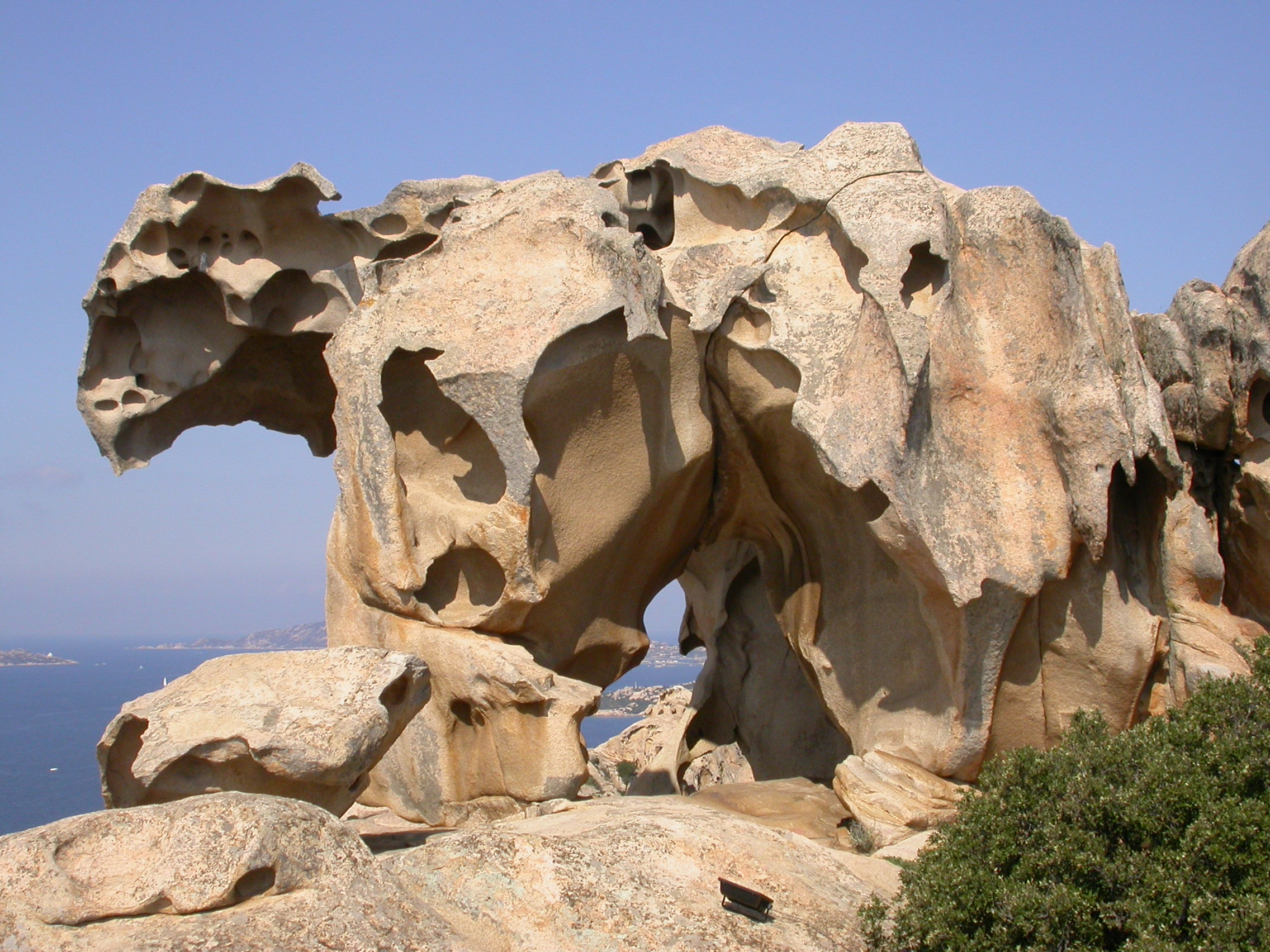
カーポ・ドルソの奇岩 熊の形状（Bear's Rock）
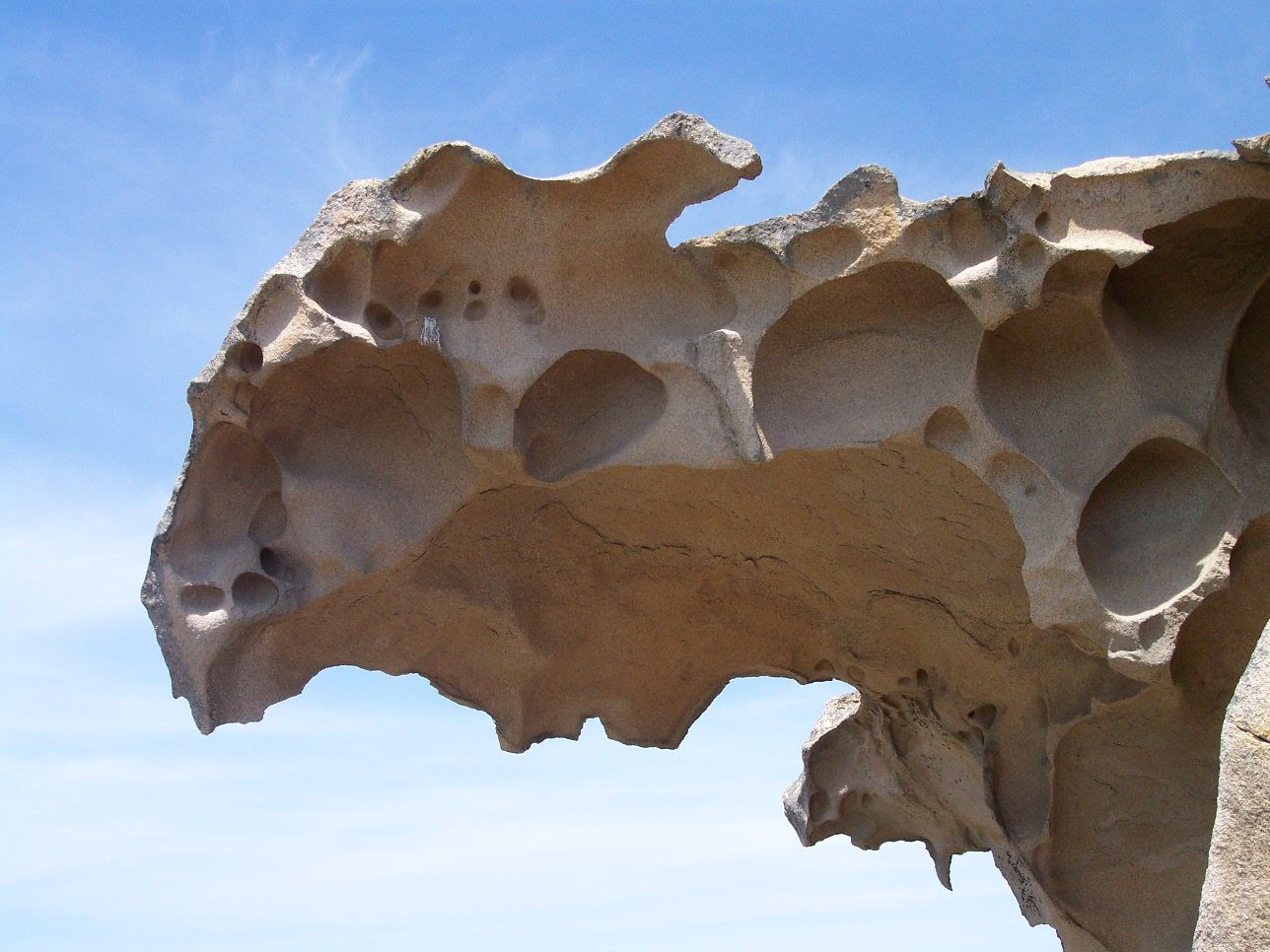
Bear's Rockの「顔」の部分
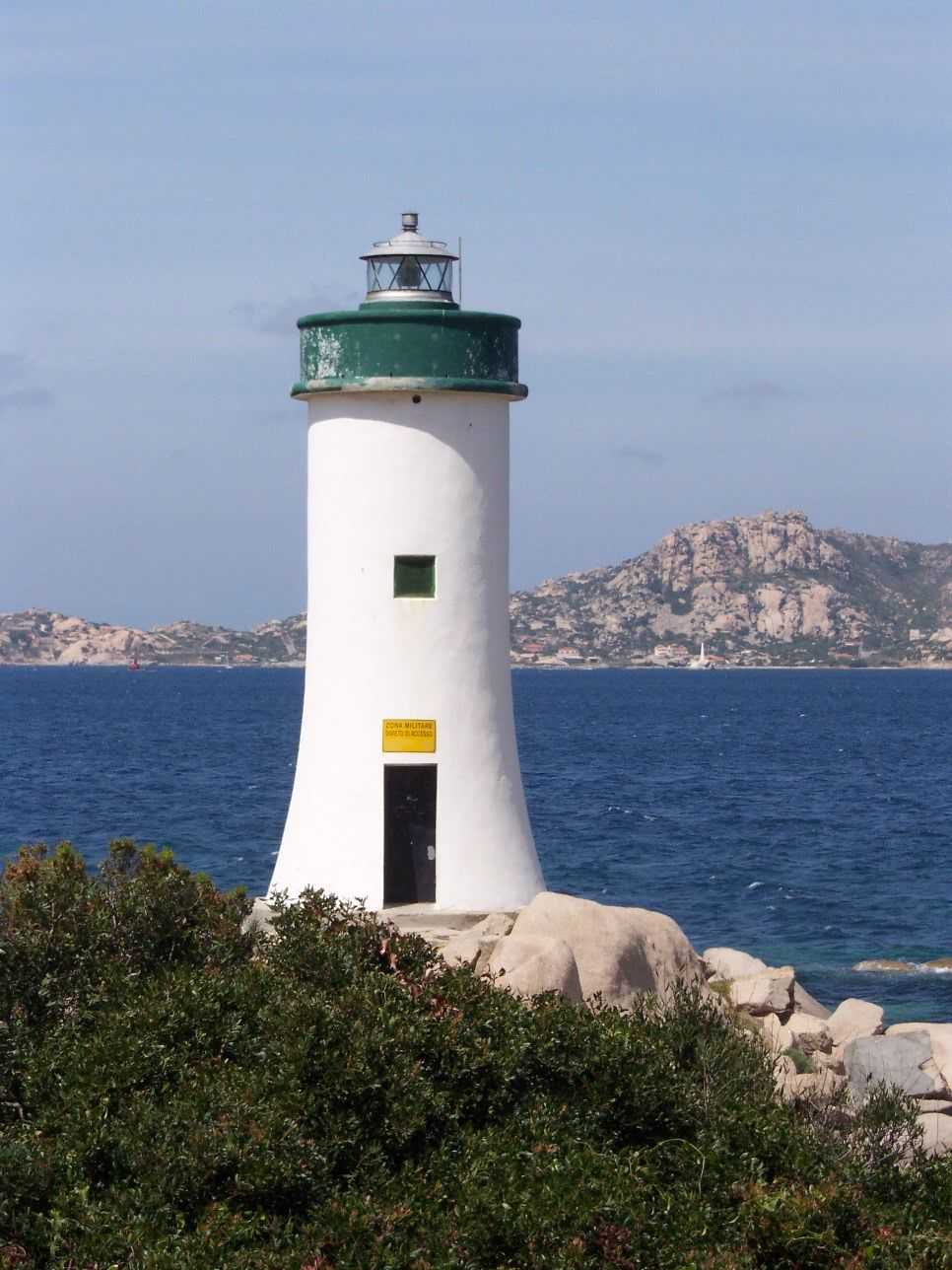
Porto faro
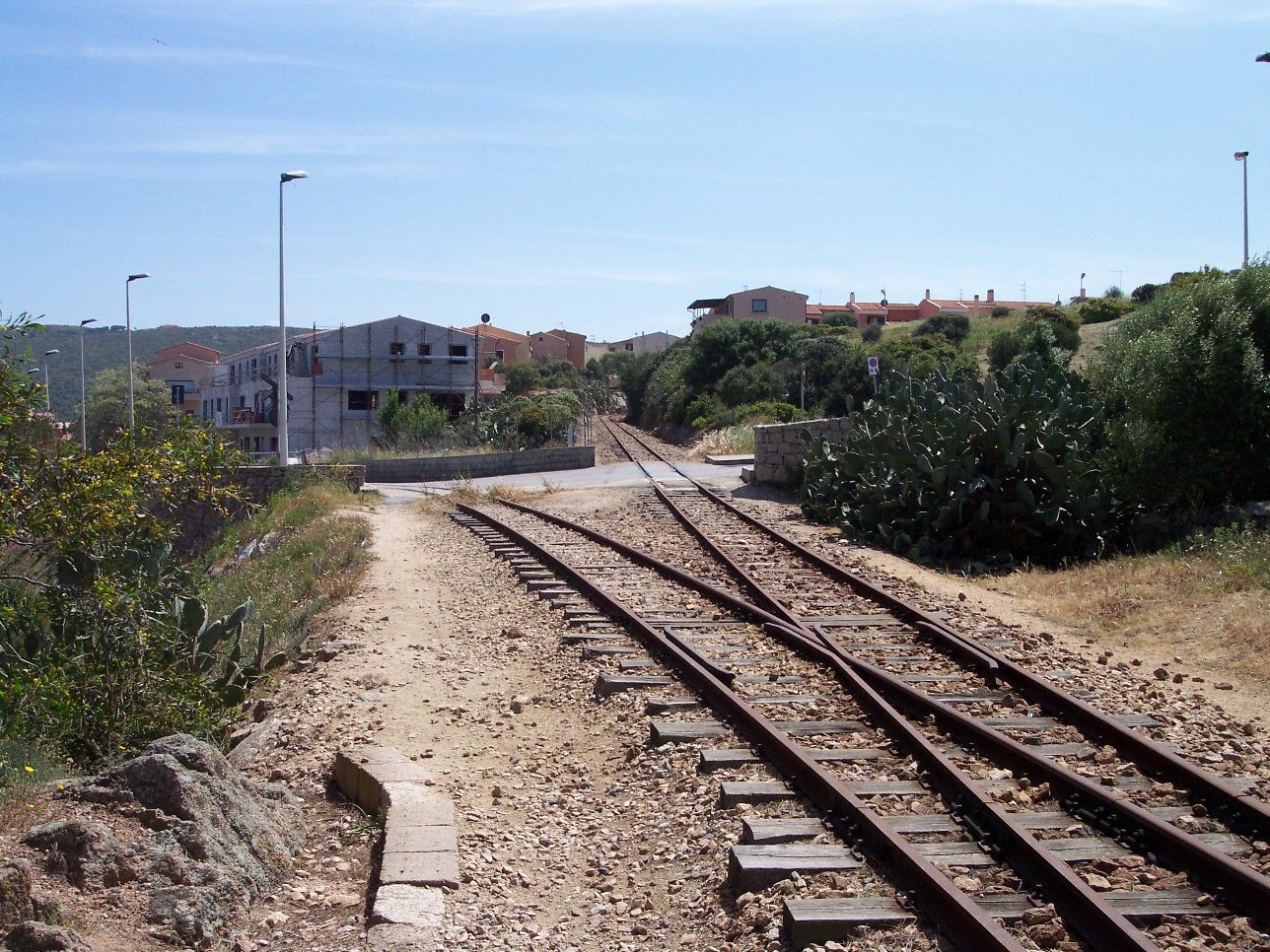
Ferrovia
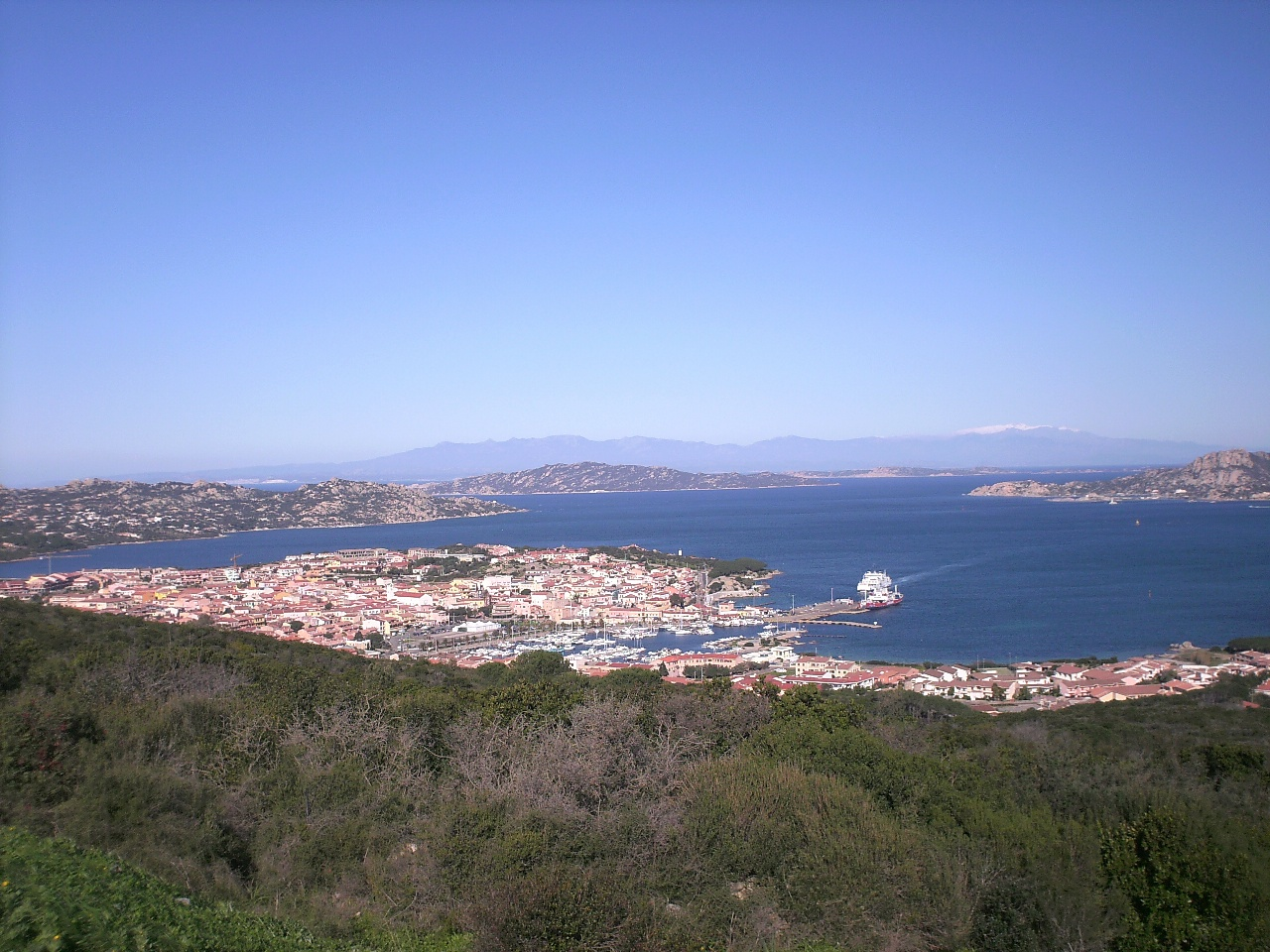
Vista panoramica dal promontorio di baragge
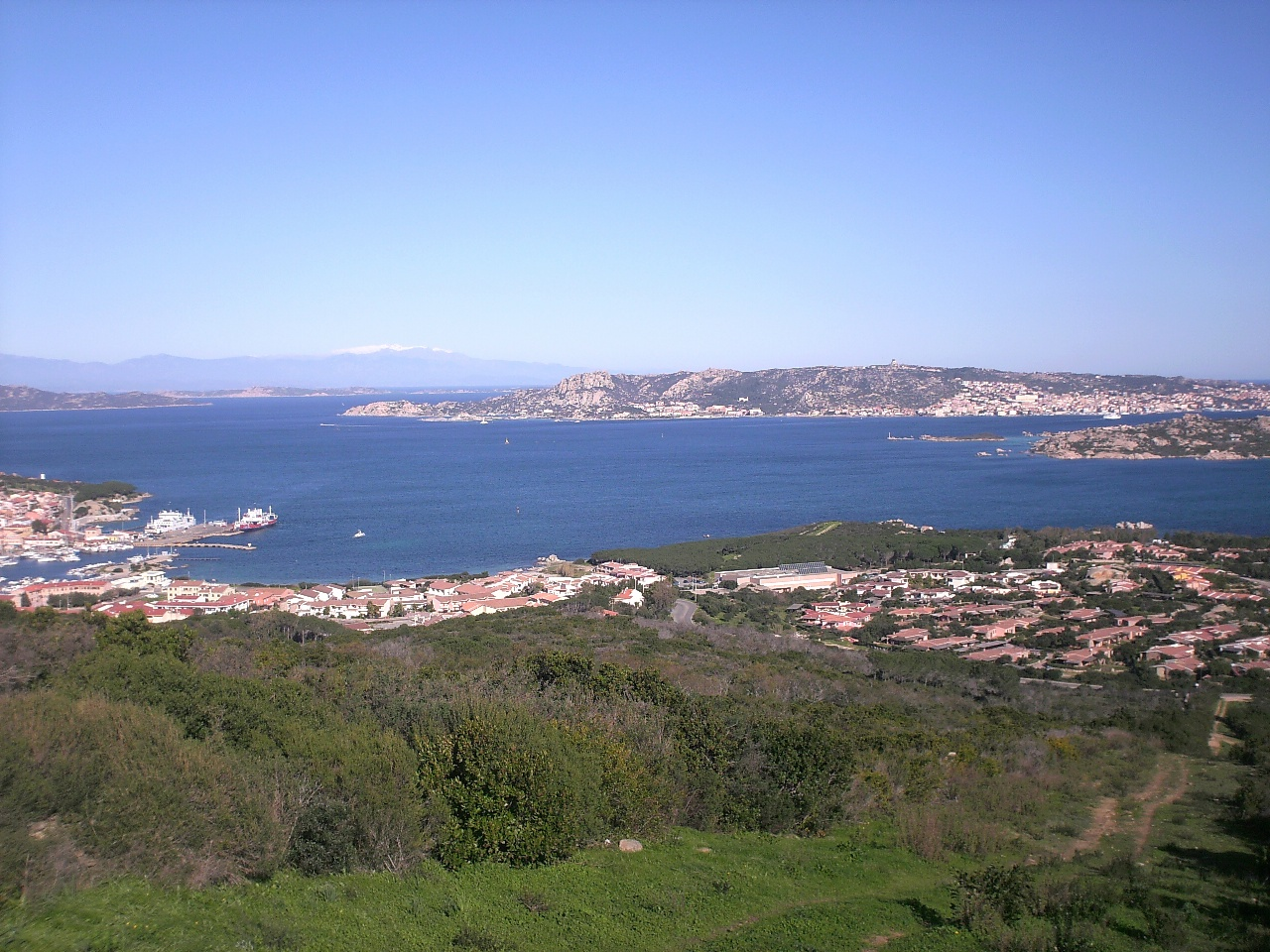
Vista di La Maddalena dal promontorio palaese
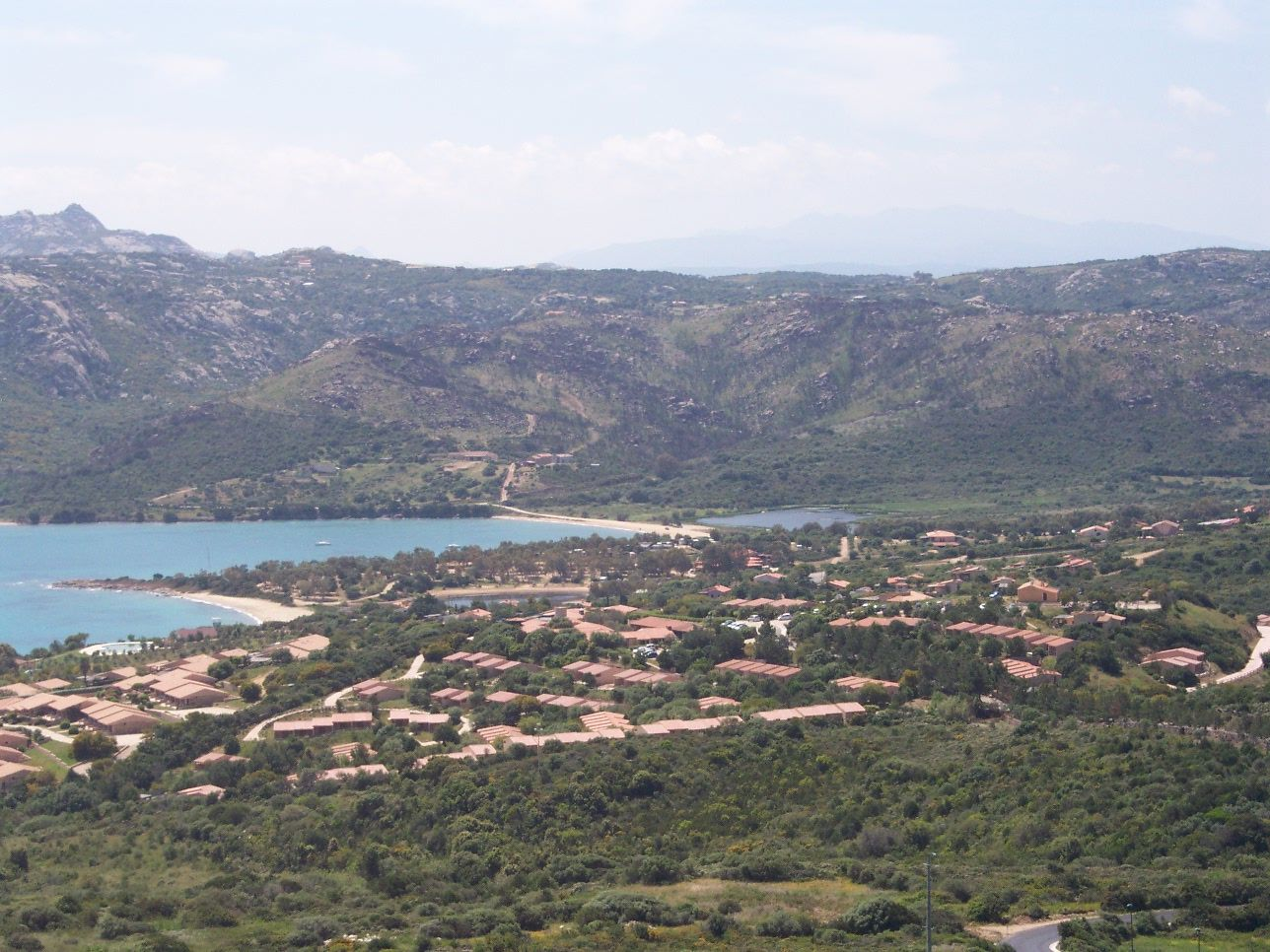
Le saline
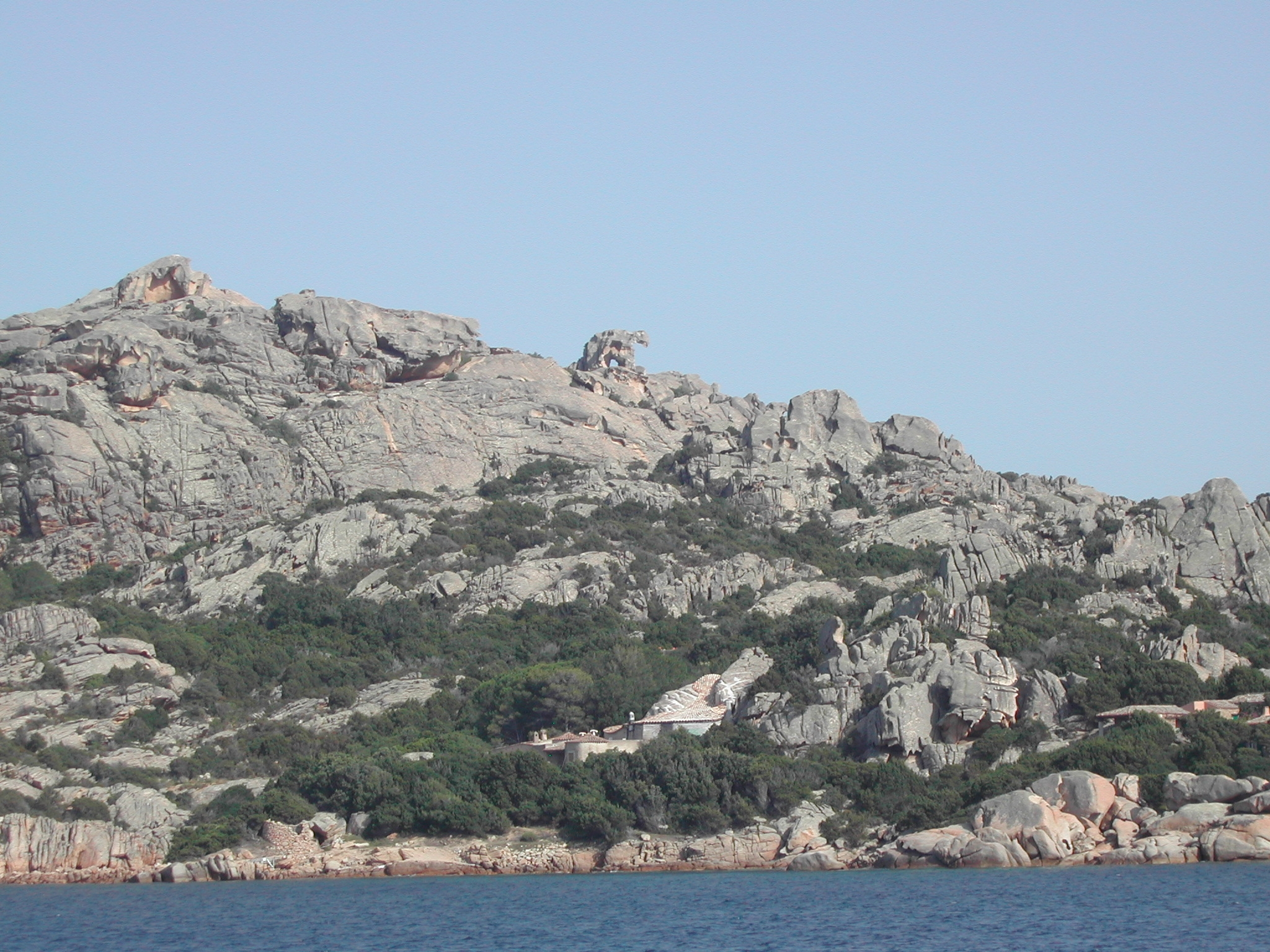
L'Orso di Palau
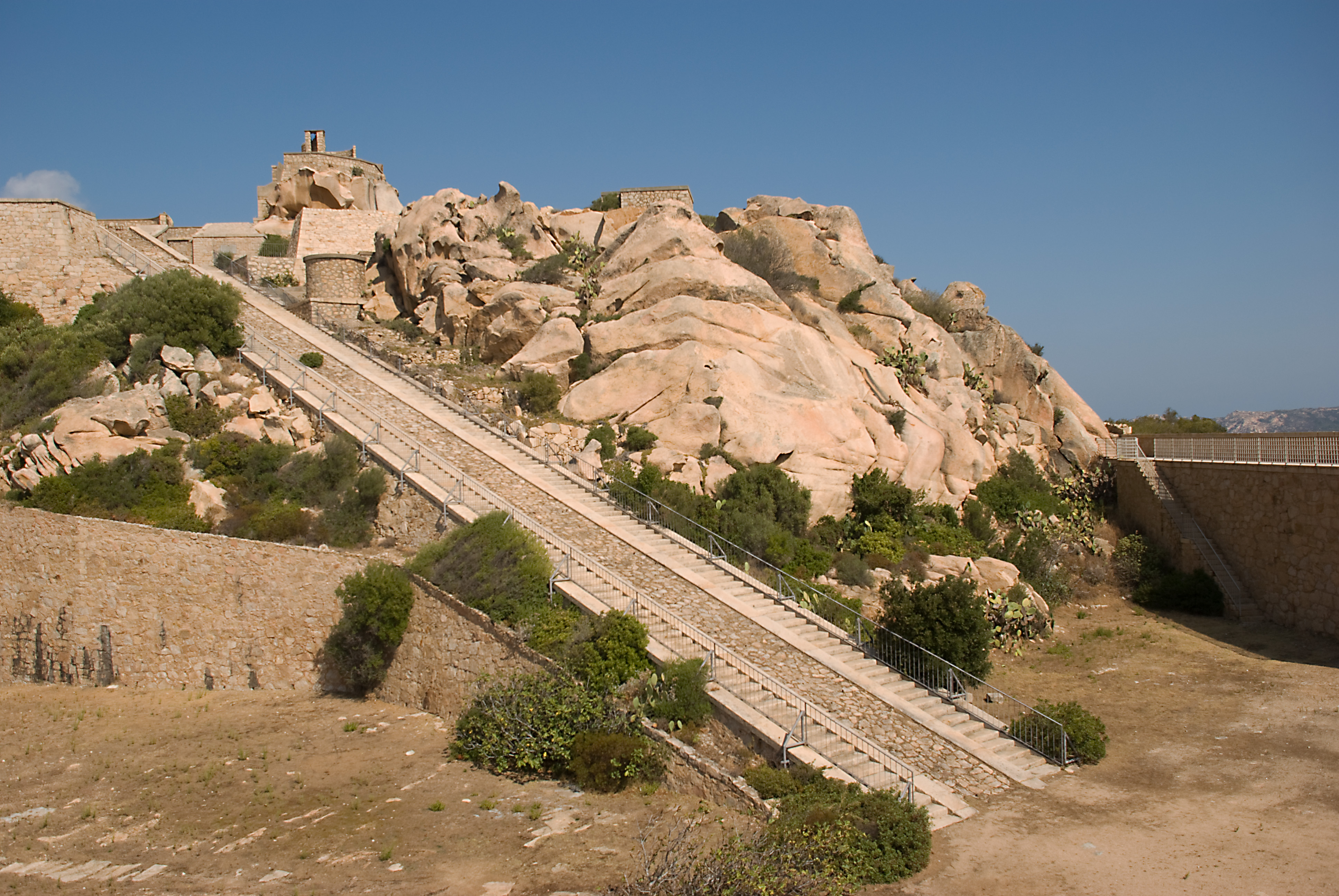
Fortezza
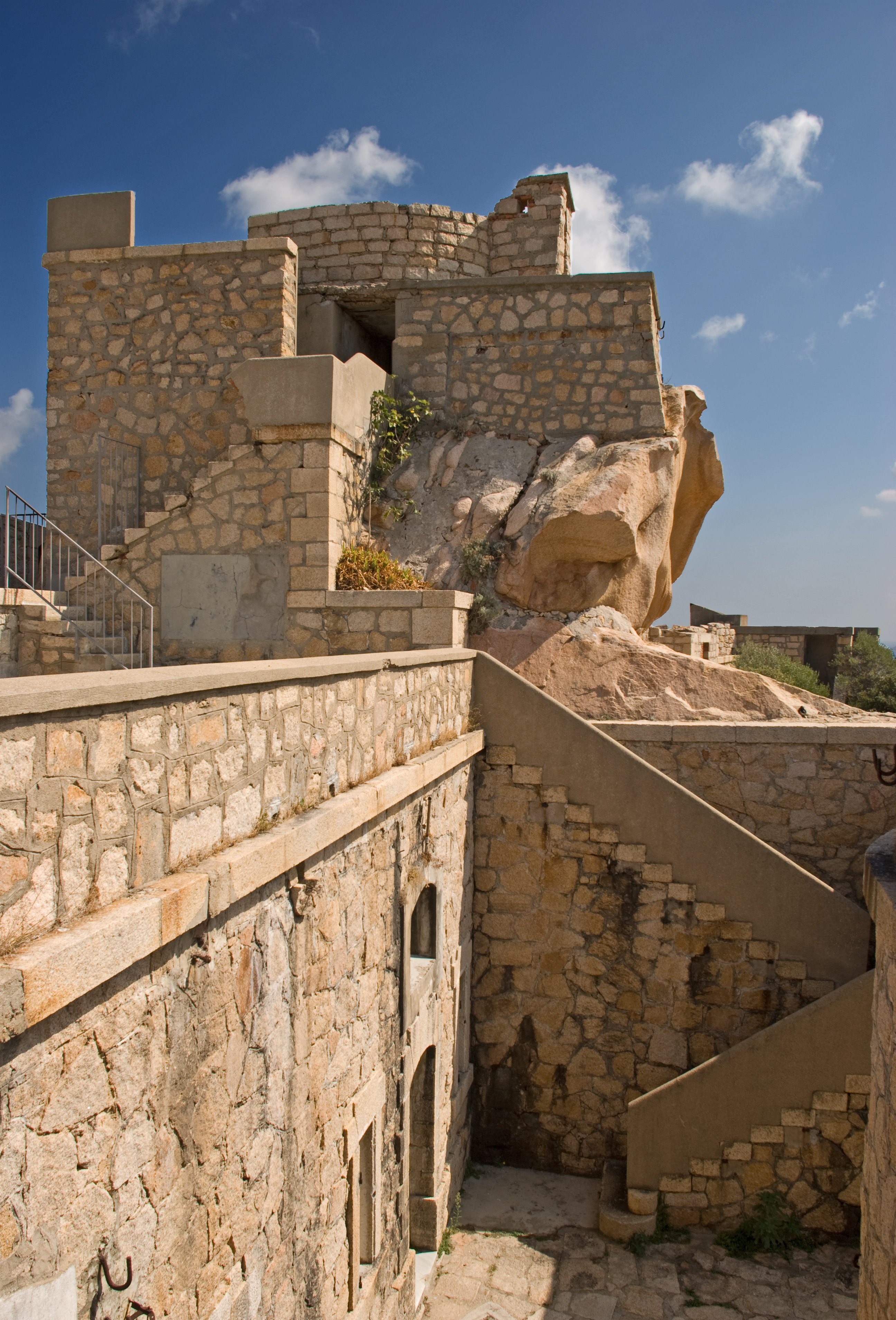
Fortezza
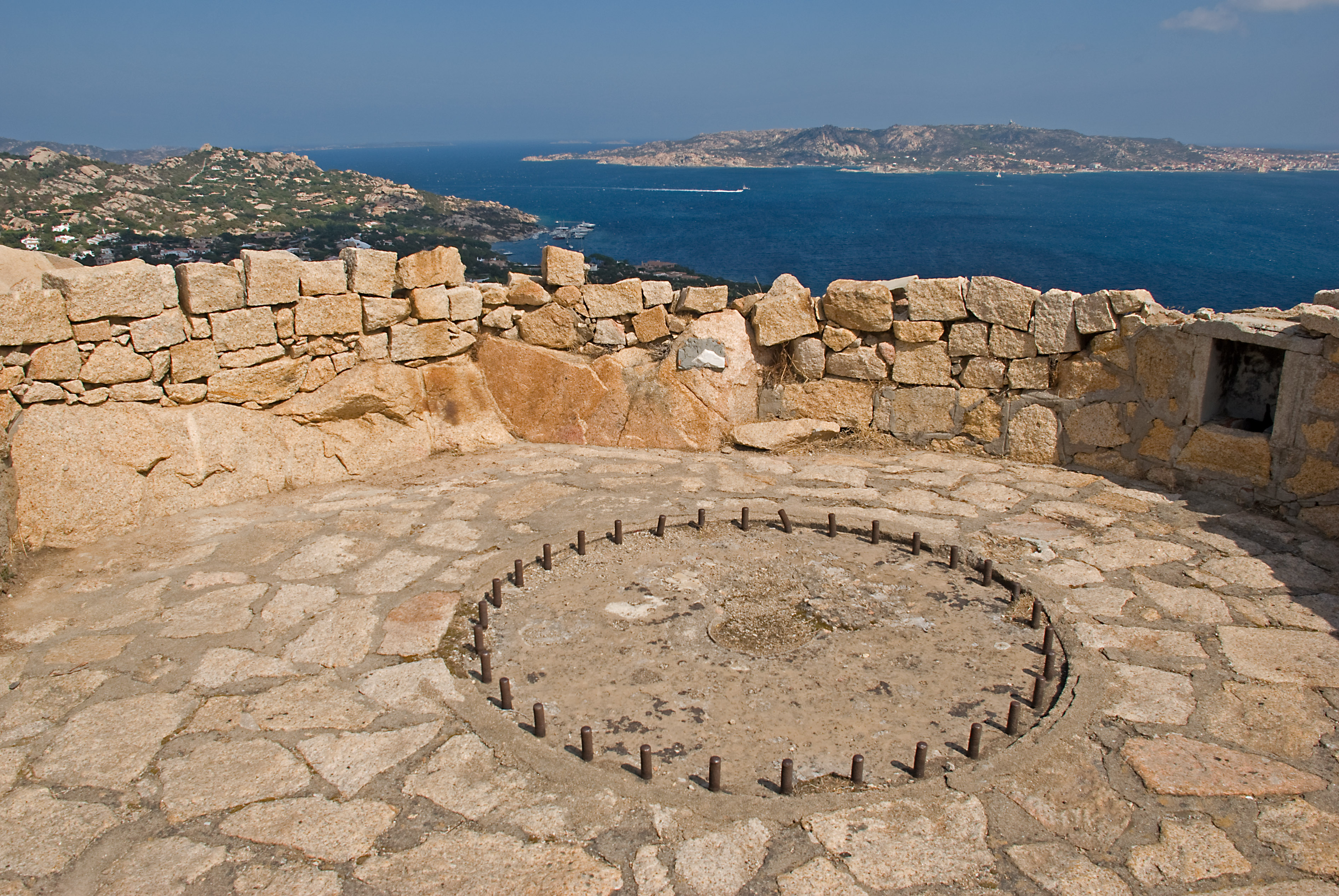
Fortezza